# Gong Qiuxia
Gong Qiuxia en chino tradicional, 龚秋霞; chino simplificado, 龚秋霞, en pinyin, Gong Qiuxia, (Jiangsu, 4 de diciembre de 1918 - 7 de septiembre de 2004) fue una actriz y cantante china, reconocida como una famosa estrella de cine. En la década de 1940, se convirtió en una de las siete más grandes estrellas de la canción.

## Biografía
En 1933, viajó por todo el sudeste asiático, como parte de la compañía Plum Flower Troupe (梅花 歌舞团) de Shanghái. Una de las obras teatrales en las que participó fue "Los cinco generales tigre" (五虎 将). Como resultado de su formación, era una bailarina de claqué consumada. Sus primeras películas aprovecharían este talento como una de las pocas estrellas chinas que actuaba, cantaba y bailaba. El público se refería a ella cariñosamente como 'La Shirley Temple mayor'.
En 1936 filmó su primera película, Padre, madre, hijo, hija. En 1937 interpretó su primer papel protagonista y comenzó a centrarse más seriamente en el cine, participando en numerosas películas de 1938 a 1980. Es principalmente reconocida por sus papeles de ama de casa madura. La película Cuatro hijas le valió el apodo de 'Hermana mayor'.
En 1946 se mudó con su esposo a Hong Kong. Más tarde, se instalaron en Taipéi, Taiwán, en 1967.

## Filmografía
- 父母子女 (1936)

- 永远的微笑, 压岁钱, 古塔奇案, 四千金 (1937)

- 孤儿救母记, 恐怖之夜 (1938)

- 歌声泪痕, 播音台大血案 (1939)

- 鸾凤和鸣, 大地之花, 花溅泪 (1941)

- 蔷薇处处开, 黑夜魔影, 恨不相逢未嫁时, 博爱四姊妹, 浮云掩月 (1942)

- 千金怨, 难兄难弟, 激流, 夜长梦多, 来日方长, 京华旧梦, 凯风 (1943)

- 万户更新, 大地之花 (1945)

- 芦花翻白燕子飞 (1946)

- 四美图, 春花秋月 (1947)

- 花街荡妇, 心血, 染红海棠, 一代妖姬路 (1949)

- 南来雁, 新红楼梦, 狂风之夜, 禁婚记 (1950)

- 中秋月娘, 惹门, 不知道的父亲 (1951)

- 白日梦, 儿女经深闺, 梦里人, 寸草心 (1952)

- 水红菱, 都会交响曲, 姊妹曲, 大儿女经 (1953)

- 少女的烦恼, 我是一个女人, 女子公寓, 阖第光临, 孔雀开屏, 一年之计 (1955)

- 红颜劫, 男大当婚 (1956)

- 春归何处, 香喷喷的小姐, 王老五之恋, 眼儿媚, 未出嫁的妈妈, 情窦初开 (1957)

- 锦上添花, 有女怀春, 笑笑笑少年游, 春到海滨, 金屋梦, 豆蔻年华 (1958)

- 十七岁, 同命鸳鸯, 脂粉小霸王 (1959)

- 雷雨, 鸳梦重温, 雪地情仇 (1960)

- 美人计, 糊涂姻缘, 含苞待放 (1961)

- 沧海遗珠, 三笑 (1962)

- 龙凤呈祥, 椰林双妹, 合家欢 (1963)

- 小忽雷, 双枪黄英姑 (1965)

- 社会栋梁, 迎春花 (1966)

- 铁脚马眼神仙肚 (1978)

- 胭脂 (1980)[4]